# Шугуровское сельское поселение (Мордовия)
Шугуровское се́льское поселе́ние — муниципальное образование в Большеберезниковском районе Мордовии Российской Федерации.
Административный центр — село Шугурово.

## История
Статус и границы сельского поселения установлены Законом Республики Мордовия от 1 декабря 2004 года № 95-З «Об установлении границ муниципальных образований Большеберезниковского муниципального района, Большеберезниковского муниципального района и наделении их статусом сельского поселения и муниципального района».
Законом от 19 мая 2020 года, в июне 2020 года в состав Шугуровского сельского поселения и одноимённого ему сельсовета были включены все  населённые пункты упразднённого Тазинского сельского поселения (сельсовета).

## Население
| 2002 | 2010 | 2012 | 2013 | 2014 | 2015 | 2016 |
| ---- | ---- | ---- | ---- | ---- | ---- | ---- |
| 1056 | ↘885 | ↘833 | ↘802 | ↘772 | ↘744 | ↘702 |
| 2017 | 2018 | 2019 | 2020 | 2021 |      |      |
| ↘652 | ↘628 | ↘612 | ↘586 | ↗855 |      |      |

## Состав сельского поселения
| № | Населённый пункт | Тип населённого пункта | Население |
| - | ---------------- | ---------------------- | --------- |
| 1 | Вейсэ            | посёлок                | ↘17       |
| 2 | Шугурово         | село                   | ↘868      |
| 3 | Сосновый Гарт    | село                   | ↘0        |
| 4 | Тазино           | село                   | ↘328      |